# Kübey
Kübey, auch in der Schreibweise Kubai bekannt (jakutisch: Күбэй), ist eine aus der türkischen Mythologie und dem Tengrismus bekannte Göttin der Geburt und der Kinder. Sie schützt Frauen beim Gebären und schenkt den geborenen Kindern die Seele.
Kübey hat das Aussehen einer Frau mittleren Alters, sie war die Tochter von Kayra. Sie schützt und erzieht das Kind. Wenn ein Kind im Traum weint und unruhig schläft, soll Kübey das Kind verlassen haben. Wenn das Kind sechs Monate alt wird, wird ein Kam (Schamane) zu einer besonderen Zeremonie eingeladen. Währenddessen bitten sie Kübey, das Baby zu beschützen. Ein Talisman (ein kleiner Pfeil und Bogen) ist an der Wiege befestigt und symbolisiert die Waffe, die Kübey gegen bösartige Geister einsetzt. Die Göttin bleibt solange beim Kind, bis es lernt zu gehen, zu laufen und die Sprache zu verstehen.